# Thomas Eriksson (Leichtathlet)
Thomas Eriksson (Per Thomas Eriksson; * 1. Mai 1963 in Arbrå) ist ein ehemaliger schwedischer Hoch-, Drei- und Weitspringer.
Bei den Europameisterschaften 1982 in Athen wurde er Neunter im Hochsprung.
1984 wurde er bei den Halleneuropameisterschaften in Göteborg Neunter im Hochsprung. bei den Olympischen Spielen in Los Angeles schied er im Hochsprung und im Dreisprung in der Qualifikation aus.
Bei den Europameisterschaften 1986 in Stuttgart scheiterte er im Dreisprung in der ersten Runde. Auch bei den Europameisterschaften 1990 in Split kam er im Hochsprung nicht über die Qualifikation hinaus.
Dreimal wurde er Schwedischer Meister (1985, 1989, 1990) im Weitsprung, zweimal im Hochsprung (1990, 1991) und einmal im Dreisprung (1984). 1989 holte er in der Halle den nationalen Titel im Hoch- und Dreisprung. Als Student der Lamar University wurde er 1985 NCAA-Meister im Hochsprung.
Sein Vater Per Axel Eriksson war ein erfolgreicher Zehnkämpfer.

## Persönliche Bestleistungen
- Hochsprung: 2,32 m, 1. Juni 1985, Austin
  - Halle: 2,22 m, 22. Februar 1985, Champaign
- Weitsprung: 7,81 m, 27. Mai 1989, Tartu
  - Halle: 7,57 m, 15. Februar 1985, Monroe
- Dreisprung: 16,43 m, 28. April 1984, Ruston
  - Halle: 16,28 m, 10. Februar 1989, Solna
- Zehnkampf: 8025 Punkte, 28. Mai 1989, Tartu